# Remelana centa
Remelana centa är en fjärilsart som beskrevs av Hans Fruhstorfer 1907. Remelana centa ingår i släktet Remelana och familjen juvelvingar. Inga underarter finns listade.